# Supercoupe d'Espagne féminine de handball
La Supercoupe d'Espagne féminine de handball était une compétition de clubs féminins de handball organisée entre 1999 et 2022 par la Fédération royale espagnole de handball. Opposant généralement le vainqueur du championnat au vainqueur de la Coupe de la Reine (ou à défaut, le finaliste de la coupe), la compétition se déroule en un match unique disputé sur un lieu neutre (en principe) et changeant chaque année.
Le BM Bera Bera est le plus titré avec ses 8 supercoupes, devançant le Balonmano Sagunto et ses 4 victoires.
Depuis 2023 la compétition est remplacée par la Supercoupe ibérique féminine de handball (es).

## Palmarès
| Saison* | Lieu            | Vainqueur                   | Finaliste/Deuxième          | Score |
| ------- | --------------- | --------------------------- | --------------------------- | ----- |
| 2000-01 | Arroyomolinos   | El Osito L'Eliana           | Ferrobús Mislata            | 28-27 |
| 2001-02 | Picanya         | El Osito L'Eliana           | Ferrobús Mislata            | 29-25 |
| 2002-03 | Aspe            | El Osito L'Eliana           | Alsa Elda Prestigio         | 36-34 |
| 2003-04 | Valence         | Ferrobús Mislata            | Alsa Elda Prestigio         | 32-31 |
| 2004-05 | Alicante        | Elda Prestigio              | Cementos La Unión Ribarroja | 21-20 |
| 2005-06 | Elda            | BM Sagunto                  | Elda Prestigio              | 32-30 |
| 2006-07 | Torrent         | Cementos La Unión Ribarroja | BM Bera Bera                | 25-22 |
| 2007-08 | Saint-Sébastien | BM Bera Bera                | Cementos La Unión Ribarroja | 21-18 |
| 2008-09 | Elda            | Orsan Elda Prestigio        | Parc Sagunt                 | 25-22 |
| 2009-10 | Saint-Sébastien | Itxako Reyno de Navarra     | BM Bera Bera                | 24-23 |
| 2010-11 | Logroño         | Itxako Reyno de Navarra     | Mar Alicante                | 28-21 |
| 2011-12 | Elda            | SD Itxako                   | Elda Prestigio              | 31-16 |
| 2012-13 | Saint-Sébastien | BM Bera Bera                | SD Itxako                   | 42-18 |
| 2013-14 | Saint-Sébastien | BM Bera Bera                | Rocasa Gran Canaria         | 25-24 |
| 2014-15 | Guadalajara     | BM Bera Bera                | Rocasa Gran Canaria         | 23-20 |
| 2015-16 | Saint-Sébastien | BM Bera Bera                | Rocasa Gran Canaria         | 18-17 |
| 2016-17 | Pampelune       | BM Bera Bera                | BM Zuazo (en)               | 32-21 |
| 2017-18 | Vigo            | Rocasa Gran Canaria         | Atlético Guardés            | 28-26 |
| 2018-19 | Gijón           | BM Bera Bera                | Liberbank Gijón             | 25-17 |
| 2019-20 | Eibar           | Rocasa Gran Canaria         | BM Bera Bera                | 32-31 |
| 2020-21 | Malaga          | CBF Málaga                  | BM Bera Bera                | 28-27 |
| 2021-22 | Torrelavega     | CB Elche                    | BM Bera Bera                | 23-18 |
| 2022-23 | Malaga          | BM Bera Bera                | CBF Málaga Costa del Sol    | 26-25 |

*La compétition a généralement lieu en début de saison sportive, donc une victoire à l'année N correspond à la saison N-(N+1).
Depuis 2023 la compétition est remplacée par la Supercoupe ibérique féminine de handball (es).

## Bilan par club
| Rang | Club                     | Titres | Saison(s)                                                              |
| ---- | ------------------------ | ------ | ---------------------------------------------------------------------- |
| 1    | BM Bera Bera             | 8      | 2007-08, 2012-13, 2013-14, 2014-15, 2015-16, 2016-17, 2018-19, 2022-23 |
| 2    | Balonmano Sagunto        | 4      | 2000-01, 2001-02, 2002-03, 2005-06                                     |
| 3    | SD Itxako                | 3      | 2009-10, 2010-11, 2011-12                                              |
| 4    | Elda Prestigio           | 2      | 2004-05, 2008-09                                                       |
| 4    | Amadeo Tortajada         | 2      | 2003-04, 2006-07                                                       |
| 4    | Rocasa Gran Canaria      | 2      | 2017-18, 2019-20                                                       |
| 7    | CBF Málaga Costa del Sol | 1      | 2020-21                                                                |
| 7    | CB Elche                 | 1      | 2021-22                                                                |